# Восточногальштатская культура
Восточногальштатская культура — археологическая культура железного века, представляющая собой Восточную часть гальштатской культуры. Была распространена на землях Албании, Восточной Австрии, Боснии, Южной Венгрии, Сербии, Словении, Хорватии, Черногории.

## Южная зона
В южной зоне восточногальштатской культуры прослеживаются черты аборигенного населения этих земель: особые женские украшения, самобытная керамика, обряд ингумации в курганы. Тем не менее, приход носителей культуры полей погребальных урн не прошел бесследно и вызвал культурные преобразования в среде аборигенов. Исследователи отождествляют представителей данной культуры с иллирийцами, а точнее, с носителями далматинского диалекта их языка. Представлена следующими группами:
- глазинацкая (глазинацко-мати);
- далматинская (далматская);
- истрийская;
- типа Луки (апулийская);
- раннелибурская (либурнская);
- среднебоснийская;
- южноалбанская;
- яподская.

## Северная зона
Северная зона восточногальштатской культуры расположена на землях Австрии, Словении, Северных районов Боснии и Хорватии, а также Юга Венгрии. Ее носители — потомки племен среднедунайской культуры полей погребальных урн. Одни исследователи связывают их, как и носителей боснийского гальштата, с иллирийцами, но говорившими на паннонском диалекте их языка, а другие отождествляют их с паннонцами. Похоронный обряд — кремация с последующим захоронением без кургана. Представлена следующими группами:
- хараковская;
- западнословацкая;
- нижнеавстрийская;
- шопонская;
- северопаннонская;
- типа Виес;
- корынская;
- южнопаннонская.